# 2024年索林根持刀襲擊事件
德國德索林根當地時間2024年8月23日晚間，在慶祝建城650周年的節慶活動中，發生一宗大規模持刀攻擊事件。一名敘利亞籍男子持刀行兇，導致3人死亡、8人受傷。在襲擊者逃離後，當地當局隨即展開持續24小時的大規模搜捕行動，最終疑犯主動投案自首。
搜捕期間，當地居民被提醒要保持警惕、謹慎行事。一名15歲少年因涉嫌知曉襲擊計劃，並在襲擊前與疑犯有過交流而被逮捕。
由於懷疑此案涉及恐怖主義或政治動機犯罪，德國檢察總長已展開相關調查。

## 背景
索林根是一座擁有約16萬人口的城市，位於德國人口最多的北萊茵-威斯特法倫州，鄰近科隆和杜塞爾多夫等大城市。
襲擊事件發生在名為「多元化節」的活動中，該活動為期三天（8月23日至25日），旨在慶祝索林根建城650週年。活動期間，城市中心被締造成一條「慶祝大道」，從諾伊馬克特延伸到弗龍霍夫和穆倫廣場。此次事件發生在弗龍霍夫廣場，那裡是市中心的一個重要廣場和市場，當時搭建一個現場音樂表演的舞台。
德国政府本月早些时候说，希望收紧公共场所允许携带刀具的规定，减少允许刀具的最大长度。

## 襲擊
襲擊發生於當地時間晚上21:40（19:40 UTC）左右，一名男子在音樂舞台前連捅數人，導致3人死亡、8人受傷。截至8月25日，4名重傷者均處於康復中。當時正在表演的DJ Topic表示，安保人員要求他繼續演出以避免引發大規模恐慌。
當局最初表示正在考慮恐怖主義可能是此次襲擊的動機，警方認為這是孤狼式襲擊者所為。8月24日，恐怖組織伊斯蘭國在Telegram上發表聲明，聲稱對襲擊事件負責；8月25日，該組織又在社交媒體發佈一段一分鐘的影片，顯示一名男子手持刀具，並對該組織領袖宣誓效忠，該組織聲稱此男子即為襲擊者。伊斯蘭國在其阿馬克新聞社上發表聲明，表示襲擊以基督徒為目標，動機是為了「為巴勒斯坦和世界各地的穆斯林報仇」，并表示执行攻击的人是“伊斯兰国的战士”。
三名死者為兩名當地男性，分別為56歲和67歲，以及一名56歲當地女性。警方發出重大警報並展開搜捕行動，武裝警察封鎖城市的大部分區域，並在多處設置路障。
根據德國《圖片報》報導，來自北萊茵-威斯特法倫州的特別行動突擊隊出動約40輛配備重裝的特種車輛進駐索林根。道路交叉口被封鎖，居民則被建議待在家中，避免前往市中心。
襲擊發生後，活動的餘下部分被取消。一名15歲少年因與事件相關而被捕，當局指出他在襲擊前曾與疑犯交談。雖然該少年並非主要嫌疑人，但被指控知情不報。

## 疑犯
案發次日，警方逮捕了一名26歲的敘利亞男子伊薩·哈桑（Issa al Hasan），該男子在索林根向巡邏警察自首，當時他衣衫骯髒且染滿血跡。這名疑犯正是警方因襲擊事件而在追捕的目標。他於2022年12月來到德國，一年後在比勒菲爾德提出庇護申請並開始接受公共援助，隨後搬遷至帕德博恩。
該疑犯是一名遜尼派穆斯林，出生於敘利亞代爾祖爾，此前並未被當局視為伊斯蘭極端分子。此人最初通過保加利亞進入歐盟，根據都柏林規則，德國當局曾試圖在2023年初將他遣返回保加利亞，但他隨即潛逃。幾個月後他再次現身，並被分配至索林根的安置所。他在自首前一直躲藏在安置所附近。
疑犯被捕後，檢察總長因涉嫌恐怖主義罪行或政治動機犯罪而接手調查。8月25日，疑犯因涉嫌謀殺和加入伊斯蘭國而被還押至審前拘留所。檢察官當天表示，疑犯「認同伊斯蘭國極端組織的激進意識形態」。

## 反應
|                | 德國聯邦總理 奧拉夫‧朔爾茨 | X的logo，一个风格化的X字母 |
| @Bundeskanzler |                            | X的logo，一个风格化的X字母 |

德語：
2024-08-24
北萊茵-威斯特法倫州內政部長赫伯特·魯爾在襲擊當晚趕赴索林根，並警告不要對襲擊者進行揣測，強調目前尚無法對其身份或動機作出任何結論。8月24日，魯爾與德國聯邦內政部長南希·費瑟以及北萊茵-威斯特法倫州長亨德里克·伍斯特一同視察案發現場。亨德里克·伍斯特随后对该次恐怖主义袭击予以谴责，表示应当反对非法移民，并对于此次袭击事件之中的死傷者表示哀悼。
據《時代周報》和《紐約時報》報導，索林根市長蒂姆·庫茲巴赫在市政府的Facebook頁面上發文，表示「今晚，索林根的每一位市民都感到震驚、恐懼和深切的悲痛。我們原本是要共同慶祝城市的周年紀念，現在卻不得不為死者和傷者哀悼。」他還對所有參與救援的緊急服務人員表示感謝。
襲擊事件後，政治討論首先集中在如何加強德國的武器法律。綠黨籍德國副總理羅伯特·哈貝克表示支持更嚴格的法規，但也指出此舉是否能阻止這類襲擊仍存疑。隨著疑犯身份被揭露為一名遭拒的庇護申請者，討論轉向了居留權問題。據媒體報導指，在一封給社民黨籍德國總理奧拉夫·朔爾茨的電郵中，反對黨基民盟/基社盟領袖弗里德里希·默茨要求對移民政策進行徹底改革。社民黨主席拉爾斯·克林拜爾則呼籲採取一系列措施來打擊伊斯蘭極端主義。德國另類選擇黨則將此次襲擊歸咎於不僅是執政聯盟，也包括反對派基民盟/基社盟，並將事件與移民問題掛鉤。
德国联邦内政和国土部部长南希·費瑟于次日在X上发文称：「索林根镇节日期间发生的残暴袭击事件让我们深感不安...安全部门正在尽其所能逮捕袭击者，并确定袭击事件的始作俑者。」，并对遇难者及其家属表示哀悼。她在8月25日在犯罪现场接受德国凤凰电视台采访时说："社会现在必须团结起来，尤其是在如此困难的时刻。"德国联邦内政和国土部于8月26日于X上表示："在联合反恐中心（GTAZ）中，联邦内政部长南希·費瑟和联邦司法部长马尔科·布施曼了解了该次袭击事件后的现状并与当地的安全部门合作。"
德国联邦总理奥拉夫·朔尔茨于当日在X上发表声明称："索林根的袭击是一件可怕的事件，让我非常震惊。一名袭击者残忍地杀害了几人。我刚刚和索林根市长蒂姆·庫茲巴赫通了电话。我们为遇难者哀悼，与遇难者家属站在一起。我祝愿那些受伤的人早日康复。肇事者必须迅速被抓获，并受到法律的严厉惩罚。"，并于26日誓言加大力度遣返非法移民。